# مظفر شریف
مظفر شریف (انگلیسی: Muzafer Sherif) (۲۹ جولای ۱۹۰۶ ـ ۱۶ اکتبر ۱۹۸۸) (۶ مرداد ۱۲۸۵ تا ۲۴ مهر ۱۳۶۷) یک روانشناس ترکیه‌ای-آمریکایی بود. وی به همراه همسرش، کارولین شریف (Carolyn Sherif) مطالعات تجربی گسترده‌ای روی گروه‌های نوجوانان انجام داد که منجر به ارائه نظریه قضاوت اجتماعی (Social judgment theory) شد.

## پیشینه
مظفر شریف، در تاریخ ۲۹ ژوئیه ۱۹۰۶ در اوده‌میش، در ترکیه امروزی در خانواده ای مرفه به دنیا آمد. مظفر در میان ۵ فرزند دختر و پسر خانواده دومین پسر بزرگ بود.
مظفر شریف، در کالج بین‌المللی آمریکایی‌ها در ازمیر تحصیل کرد و در سال ۱۹۲۶ از این کالج، فارغ‌التحصیل شد. وی به تحصیلات خود در دانشگاه استانبول ادامه داد و در سال ۱۹۲۸ موفق به اخذ مدرک کارشناسی از این دانشگاه شد. سپس مظفر شریف، عازم ایالات متحده آمریکا شد و بعد از طی دوره ای، نخست از دانشگاه هاروارد در سال ۱۹۳۲ مدرک کارشناسی ارشد در رشته روانشناسی دریافت کرد و سپس به ادامه تحصیل در دانشگاه کلمبیا پرداخت و درسال ۱۹۳۵ مدرک دکترا به دست آورد. بعد از اتمام تحصیلات، وی به ترکیه بازگشت و ضمن تدریس در دانشگاه آنکارا آثار مهمی از روانشناسی را به زبان ترکی ترجمه کرد. 
 مظفر شریف، یکی از فعالان سیاسی ضد نازیسم بود و در همین ارتباط در ترکیه به زندان افتاد اما با مداخله مقامات ایالات متحده آمریکا در سال ۱۹۴۴ از زندان آنکارا آزاد شد. بعد از آزادی، مظفر شریف، برای همیشه ترکیه را ترک گفته و در ایالات متحده آمریکا اقامت گزید.
 مظفر شریف، تا سال ۱۹۷۲ میلادی در دانشگاه‌های مختلفی از جمله
دانشگاه پرینستون، دانشگاه ییل، دانشگاه اکلاهما، دانشگاه تگزاس در آستین، دانشگاه واشینگتن و دانشگاه پنسیلوانیا مشغول تدریس روانشناسی و جامعه‌شناسی بود. وی در سال ۱۹۷۲ با کسب عنوان استاد دائم، از دانشگاه پنسیلوانیا، بازنشسته شد.
 شریف، در سال ۱۹۴۵ با همسرش (کارولین وود)، که یک روانشناس آمریکایی بود، ازدواج کرده بود. ثمره این ازدواج ۳ فرزند دختر بود. همکاری تخصصی این زوج روانشناس، در مطالعه رفتار گروهی، منجر به طرح نظریه قضاوت اجتماعی شد. 
مظفر شریف، در تاریخ ۱۶ اکتبر ۱۹۸۸ در سن ۸۲ سالگی در بیمارستان فربنکس در ایالت آلاسکا به دنبال یک حمله قلبی، این جهان را بدرود گفت.

## مشارکت‌های مهم مظفر شریف در روان‌شناسیو جامعه‌شناسی
- آزمایش اثر خودجنبشی (Autokinetic effect experiments)

شریف در پژوهش خود درباره‌ی اثر خودجنبشی نشان داد که هنجارهای ادراکی در گروه‌ها به‌طور طبیعی شکل می‌گیرند. در یک اتاق تاریک، افراد نور ثابتی را به اشتباه در حال حرکت می‌بینند. وقتی چند نفر با هم این پدیده را مشاهده می‌کنند، به‌تدریج به یک برآورد مشترک از میزان حرکت نور می‌رسند. حتی زمانی که یک هفته بعد به‌صورت انفرادی آزمایش شدند، همچنان از همان برآورد گروهی پیروی می‌کردند. این پژوهش نشان داد که تأثیر اجتماعی می‌تواند درونی شود و بر درک فرد از واقعیت اثر بگذارد.
- نظریه‌ی تعارض واقعی و آزمایش غار راهزنان (Realistic conflict theory and the Robbers Cave experiment)

در سال ۱۹۶۱، شریف و همسرش نظریه‌ی تعارض واقعی را مطرح کردند که توضیح می‌دهد چگونه رقابت بر سر منابع باعث شکل‌گیری تعصب و درگیری بین گروه‌ها می‌شود. این نظریه بر آزمایش غار راهزنان (۱۹۵۴) استوار بود که در آن ۲۲ پسر ۱۱ ساله‌ی سفیدپوست و پروتستان در یک اردوگاه دورافتاده به دو گروه تقسیم شدند. در مرحله‌ی اول، گروه‌ها بدون اطلاع از یکدیگر، پیوندهای اجتماعی درونی ایجاد کردند. سپس در مرحله‌ی دوم، رقابت بین آنها شکل گرفت که به تعصب، درگیری و رفتارهای خصمانه منجر شد.
در مرحله‌ی پایانی، محققان دریافتند که تنها اهداف مشترک (Superordinate Goals) می‌تواند تنش را کاهش دهد؛ صرف تماس یا ارتباط میان گروه‌ها تأثیری نداشت و حتی موجب تشدید خصومت شد. این پژوهش یکی از مهم‌ترین مطالعات درباره‌ی تعارض گروهی و راه‌های کاهش آن در روان‌شناسی اجتماعی محسوب می‌شود.
- نظریه قضاوت اجتماعی (Social judgment theory)

نظریه قضاوت اجتماعی بررسی می‌کند که چگونه ارزیابی و ادراک افراد از ایده‌ها با نگرش‌های کنونی آن‌ها سازگار است. شریف بیان کرد که هنگام مواجهه با ایده‌های جدید، افراد آن‌ها را با باورهای موجود خود مقایسه کرده و سپس می‌پذیرند، رد می‌کنند یا نسبت به آن‌ها بی‌تفاوت می‌مانند. بر این اساس، او سه حوزه قضاوت را تعریف کرد:
1. حوزه پذیرش: شامل ایده‌هایی است که فرد آن‌ها را معقول و قابل قبول می‌داند.
2. حوزه رد: شامل ایده‌هایی است که فرد آن‌ها را نامطلوب و غیرقابل قبول می‌داند.
3. حوزه بی‌تعهدی: شامل ایده‌هایی است که فرد نسبت به آن‌ها بی‌طرف است و آن‌ها را نه می‌پذیرد و نه رد می‌کند.

- نقش درگیری ذهنی و عزت نفس

شریف تأکید کرد که میزان اهمیت یک موضوع برای فرد، بر نحوه قضاوت او تأثیر می‌گذارد. افرادی که نسبت به یک موضوع حساسیت کمتری دارند، معمولاً دارای حوزه وسیع‌تری از بی‌تعهدی هستند، درحالی‌که افراد با درگیری ذهنی بالا، ایده‌های مخالف را شدیدتر رد می‌کنند و احتمال تغییر نگرش آن‌ها کمتر است.
- تأثیر همگون‌سازی و تضاد در قضاوت اجتماعی

شریف همچنین نشان داد که در فرآیند قضاوت، افراد دچار دو خطای شناختی می‌شوند:
- اثر تضاد: افراد ایده‌هایی را که در حوزه رد آن‌ها قرار دارند، دورتر و غیرقابل‌قبول‌تر از آنچه واقعاً هستند درک می‌کنند.
- اثر همگون‌سازی: افراد ایده‌هایی را که در حوزه پذیرش آن‌ها قرار دارند، نزدیک‌تر و مشابه‌تر از آنچه واقعاً هستند درک می‌کنند.

- اثر بومرنگ (Boomerang's effect): یکی از یافته‌های مهم شریف در این نظریه، اثر بومرنگ بود. این اثر نشان می‌دهد که اگر یک پیام به‌گونه‌ای ارائه شود که کاملاً با باورهای فعلی فرد در تضاد باشد، به‌جای تغییر نگرش، باعث مقاومت بیشتر و حتی تقویت باورهای اولیه فرد می‌شود. به‌عبارت‌دیگر، به‌جای پذیرش پیام، فرد بیشتر از آن فاصله می‌گیرد.

نظریه قضاوت اجتماعی شریف کمک شایانی به درک فرایند تغییر نگرش، تأثیر تبلیغات و روش‌های اقناع در ارتباطات اجتماعی کرده است.
- بحران در روان‌شناسی اجتماعی

در سال ۱۹۷۷، مظفر شریف مقاله‌ای منتشر کرد که در آن مشکلات روان‌شناسی اجتماعی و راه‌حل‌های پیشنهادی را بررسی کرد.
1. کیفیت در مقابل حجم انتشار: شریف معتقد بود که اگرچه تعداد تحقیقات و مقالات منتشرشده در روان‌شناسی اجتماعی افزایش یافته، اما کیفیت بسیاری از این مطالعات پایین است. او به عدم تعادل میان پژوهش‌های ارزشمند (گندم) و تحقیقات بی‌ارزش (کاه) اشاره کرد.
2. رشد تحقیقات گروهی و تغییر نگرش: شریف با مقایسه‌ی افزایش چشمگیر تحقیقات درباره‌ی گروه‌های کوچک بین سال‌های ۱۹۵۴ تا ۱۹۷۲، اشاره کرد که این تحقیقات اغلب برهم بنا نشده‌اند و به دلیل عدم یکپارچگی متغیرها و روش‌ها، دستیابی به نتایج مشترک دشوار است. او همچنین انتقاد کرد که روان‌شناسی اجتماعی بیش‌ازحد بر فرایندهای فردی مانند ناهماهنگی شناختی و نگرش‌ها تمرکز کرده و ویژگی‌های گروهی را نادیده گرفته است.
3. افزایش فشار بحران: مظفر فرهنگِ "منتشر کن یا نابود شو" را عامل افزایش تحقیقات کم‌کیفیت دانست. او معتقد بود که محققان به‌جای همکاری در یک چارچوب مشترک، در حوزه‌های جداگانه‌ای فعالیت می‌کنند که باعث ازهم‌گسیختگی در این رشته می‌شود.
4. راهکارهای پیشنهادی برای خروج از بحران:

1. تأکید بر دیدگاه‌های علمی و تاریخی به‌جای تقابل این دو رویکرد.
2. گسترش مطالعات میان‌رشته‌ای برای ایجاد چارچوب‌های مشترک
3. پرسیدن سؤالات بنیادی درباره‌ی ساختار و کارکرد سیستم‌های اجتماعی
4. استفاده از روش‌های مقایسه‌ای بین‌فرهنگی برای افزایش اعتبار پژوهش‌ها

شریف معتقد بود که روان‌شناسی باید مانند علوم فیزیکی، سؤالات اساسی و چالش‌برانگیز بپرسد و از مشاهده‌ی مستقیم پدیده‌های اجتماعی در دنیای واقعی استفاده کند، نه اینکه از دور آنها را بررسی کند.

## دوران حرفه‌ای (۱۹۳۷–۱۹۶۶)(۱۳۱۶ تا ۱۳۴۵)

#### ۱۹۳۷–۱۹۴۴: فعالیت در دانشگاه آنکارا
شریف در این دوره یک آزمایشگاه کوچک در دانشگاه آنکارا تأسیس کرد که بر مطالعه قضاوت اجتماعی متمرکز بود. او همراه با دانشجویانش بسیاری از آثار روان‌شناسی را به زبان ترکی ترجمه کرد. از جمله این ترجمه‌ها می‌توان به آزمون استنفورد-بینه ۱۹۳۷، فصل‌هایی از کتاب تاریخ روان‌شناسی تجربی (History of Experimental Psychology) نوشتهٔ ای. جی. بورینگ و همچنین مکاتب معاصر روان‌شناسی (Contemporary Schools of Psychology) اثر رابرت اس. وودورث اشاره کرد.

#### ۱۹۴۵–۱۹۴۷: بازگشت به ایالات متحده و فعالیت در دانشگاه پرینستون
شریف در ژانویه ۱۹۴۵ به ایالات متحده بازگشت و به عنوان عضو پژوهشی وزارت امور خارجه آمریکا به دانشگاه پرینستون پیوست. در اینجا، او با هدلی کانتریل همکاری کرد و حاصل این همکاری، کتاب روان‌شناسی درگیری‌های خود (Ego-Involvements) بود که در سال ۱۹۴۷ منتشر شد.

#### ۱۹۴۷–۱۹۴۹: فعالیت در دانشگاه ییل
شریف بین سال‌های ۱۹۴۷ تا ۱۹۴۹ به عنوان پژوهشگر وابسته به بنیاد راکفلر در دانشگاه ییل فعالیت کرد. همکاری او با کارل هوولند در این دوره آغاز شد که منجر به انتشار مقالات مهمی درباره اثرات لنگری نگرش‌ها شد. این همکاری در نهایت منجر به نگارش کتاب قضاوت اجتماعی: اثرات همگون‌سازی و تضاد در ارتباطات و تغییر نگرش (Social Judgement: Assimilation and Contrast Effects in Communication and Attitude Change) شد که در سال ۱۹۶۱ منتشر گردید.

#### ۱۹۴۹–۱۹۶۶: دوران اوکلاهما و اوج فعالیت‌های علمی
در سال ۱۹۴۹، شریف به دانشگاه اکلاهما نقل مکان کرد و به عنوان مدرس، استاد پژوهشی و مدیر مؤسسه روابط گروهی مشغول به کار شد که خود در سال ۱۹۵۲ (۱۳۳۱) آن را تأسیس کرده بود. این دوره، اوج فعالیت علمی او بود که به انتشار ۱۲ کتاب و ۴۳ مقاله پژوهشی در زمینه‌هایی مانند نگرش‌ها، ویژگی‌های گروه‌های طبیعی و گروه‌های آزمایشی، اثرات لنگری مقیاس‌های روان‌فیزیکی، قضاوت و عملکرد خود منجر شد.
او در اوکلاهما سمینارهای متعددی برگزار کرد و پنج کتاب را بر اساس مقالات ارائه‌شده در این سمینارها تألیف کرد. برخی از شناخته‌شده‌ترین آثار او عبارتند از:
- گروه در هماهنگی و تنش (Group in Harmony and Tension) (با همسرش، کارولین شریف)
- قضاوت اجتماعی (با کارل هوولند)
- گروه‌های مرجع: پژوهشی در مورد هم‌نوایی و انحراف نوجوانان (Reference Groups: An Exploration Into Conformity and Deviation of Adolescents) (با کارولین شریف)
- نگرش و تغییر نگرش: رویکرد قضاوت اجتماعی-درگیری (Attitude and Attitude Change: The Social Judgment-Involvement Approach) (با کارولین شریف و ر. نبرگال)
- در وضعیت مشترک: روان‌شناسی اجتماعی درگیری و همکاری بین گروهی (In Common Predicament: Social Psychology of Inter-group Conflict and Cooperation)

در کنار این آثار، برجسته‌ترین اثر شریف در دوران ۱۶ ساله اقامتش در اوکلاهما، کتاب درگیری و همکاری بین گروهی: آزمایش غار دزدان بود که با همکاری او. جی. هاروی، ب. جی. وایت، و. آر. هود و کارولین شریف نوشته شد. این پژوهش ابتدا در سال ۱۹۵۴ (۱۳۳۳) به صورت یک گزارش فنی منتشر شد، اما نسخه‌ای از آن بدون اخذ حقوق مؤلف توسط انتشارات دانشگاه اوکلاهما در ۱۹۶۱ (۱۳۴۰) بازنشر شد. در سال ۱۹۸۸ (۱۳۶۷)، دانشگاه وسلین این اثر را به صورت رسمی منتشر کرد.

#### ۱۹۶۶: انتقال به دانشگاه ایالتی پنسیلوانیا
در سال ۱۹۶۶، شریف به همراه همسرش به دانشگاه ایالتی پنسیلوانیا نقل مکان کرد. در این دانشگاه، کارولین به عنوان عضو هیئت علمی گروه روان‌شناسی و شریف به عنوان استاد جامعه‌شناسی مشغول به کار شد. در این دوره، آن‌ها چندین مقاله علمی مشترک منتشر کردند و پنج کتاب دیگر را تألیف و ویرایش کردند که شامل:
- درگیری و همکاری گروهی (Group Conflict and Cooperation)
- نگرش، درگیری خود و تغییر (Ego-Involvement and Change; Social Interaction)
- تعامل اجتماعی، فرآیندها و محصولات: مقالات منتخب مظفر شریف (Attitude, Process, and Products: Selected Essays of Muzafer Sherif)
- روان‌شناسی اجتماعی (Social Psychology) (نسخه اصلاح‌شده کتاب درسی ۱۹۶۶)

این دوران آخرین مرحله از فعالیت حرفه‌ای مظفر شریف پیش از بازنشستگی و درگذشت او بود.